# Dywizje morskie (III Rzesza)
Dywizje morskie III Rzeszy (niem. Marine-Infanterie-Divisionen) – niemieckie dywizje z okresu II wojny światowej, tworzone z personelu Kriegsmarine.
Dywizje piechoty marynarki wojennej tworzono w 1945 r. w związku z poszukiwaniem rezerw ludzkich w końcowej fazie wojny. W ich skład wchodzili marynarze bez okrętów oraz żołnierze służący w różnych oddziałach pomocniczych Kriegsmarine takich jak jednostki wartownicze, transportowe i obrony przeciwlotniczej. Dywizje morskie pozostawały pod zwierzchnictwem marynarki wojennej, pomimo że dowództwo nad nimi przejęła armia lądowa. Powtórzono w ten sposób błąd jaki zrobiono podczas formowania dywizji polowych Luftwaffe, tworząc jednostki niepełnowartościowe o niewielkiej wartości bojowej. Nie należy ich żaden sposób łączyć ze współczesnymi, elitarnymi oddziałami piechoty morskiej.

## Lista dywizji morskich
Ogółem stworzono pięć dywizji morskich, z których tylko trzy osiągnęły stany zbliżone do tradycyjnych jednostek piechoty (wz. 45).
- 1 Dywizja Morska
- 2 Dywizja Morska
- 3 Dywizja Morska
- 11 Dywizja Morska
- 16 Dywizja Morska

Część źródeł do dywizji morskich zalicza Dywizję Forteczną Gotenhafen (Dywizję Forteczną Gdynia).